# Берлинский филармонический оркестр
Берлинский филармонический оркестр (нем. Berliner Philharmoniker) — крупнейший симфонический оркестр Германии, базирующийся в Берлине.

## История
Основан в 1882 году группой из 54 музыкантов из оркестра Беньямина Бильзе, отказавшихся отправиться на традиционные для этого оркестра летние гастроли в Варшаву в железнодорожном вагоне 4-го класса. Первоначально оркестр выступал под названием «Бывший оркестр Бильзе» (нем. Frühere Bilsesche Kapelle), затем назывался Капеллой фон Бреннера (по имени первого руководителя), нынешнее название носит с 1887 года.
Уже при Гансе фон Бюлове Берлинский филармонический стал одним из лучших немецких оркестров, а при Артуре Никише и Вильгельме Фуртвенглере вышел на мировой уровень.
Деятельность оркестра финансируется городом Берлин вместе с Deutsche Bank. Многократный лауреат премий Грэмми, Граммофон, ЭХО и других музыкальных наград.
Здание, в котором первоначально размещался оркестр, было разрушено в результате бомбардировки в 1944 году. В послевоенные годы оркестр нередко давал концерты под открытым небом на фоне руин, собирая средства на восстановление концертного зала. Современное здание Берлинской филармонии построено в 1963 году на территории берлинского «Культурфорума» (Потсдамская площадь) по проекту немецкого архитектора Ганса Шаруна.
В 1945 году оркестр оказался в американской зоне оккупации и в период разделения Германии, с 1949 по 1990 год, находился в Западном Берлине.
В 2023 году латвийская скрипачка Винета Сарейка стала первой женщиной, занявшей в оркестре пульт первого концертмейстера.

## Музыкальные руководители
- Людвиг фон Бреннер (1882—1887).
- Ганс фон Бюлов (1887—1893).
- Артур Никиш (1895—1922).

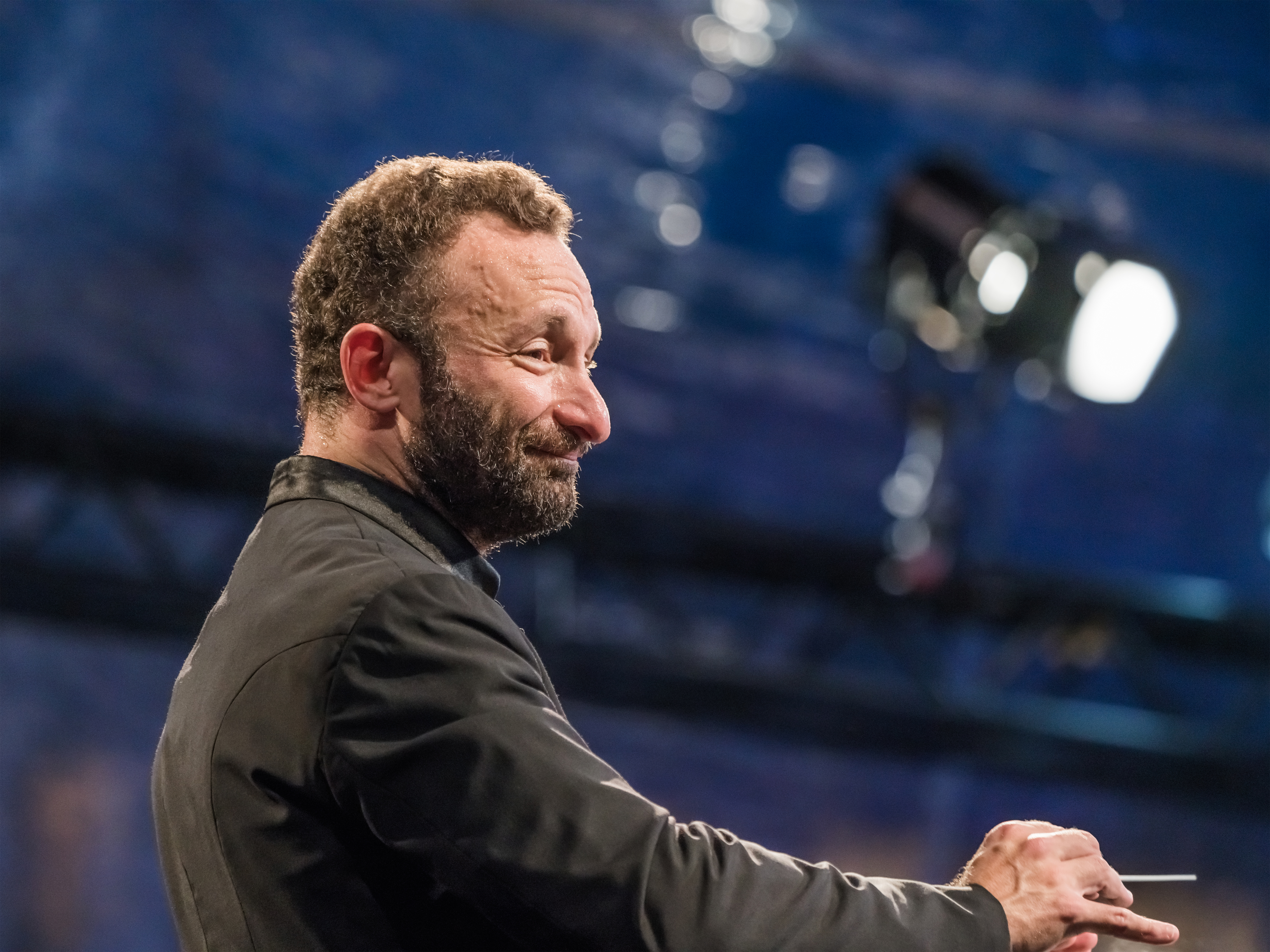
Кирилл Петренко

- Вильгельм Фуртвенглер (1922—1945).
- Лео Борхард (1945).
- Серджиу Челибидаке (1945—1952).
- Вильгельм Фуртвенглер (1952—1954).
- Герберт фон Караян (1954—1989).
- Клаудио Аббадо (1989—2002).
- сэр Саймон Реттл (2002—2018).
- Кирилл Петренко (2019—)

## Известные музыканты
- Радек Баборак (валторна)
- Штефан Дор (валторна)
- Григорий Пятигорский (виолончель)
- Вольфганг Бёттхер (виолончель)
- Артур Трёстер (виолончель)
- Карл Лайстер (кларнет)
- Эдиксон Руис (контрабас)
- Луис Персинджер (скрипка)
- Геза де Крес (скрипка)
- Брам Элдеринг (скрипка)
- Конрадин Грот (труба)
- Александер фон Путкамер (туба)
- Эмануэль Паю (флейта)
- Карл Рухт (труба)
- Карлхайнц Цёллер (флейта)
- Лотар Кох (гобой)
- Альбрехт Майер (гобой)